# Waldo Stadium
O Waldo Stadium é um estádio localizado em Kalamazoo, Michigan, Estados Unidos, possui capacidade total para 30.200 pessoas, é a casa do time de futebol americano universitário Western Michigan Broncos football da Universidade do Oeste de Michigan. O estádio foi inaugurado em 1939.